# Villa Emo (Monselice)
Villa Emo Capodilista è una villa veneta situata nella zona di Rivella, nei pressi di Monselice. La villa venne costruita intorno alla fine del XVI secolo, probabilmente per volere di uno dei rami della famiglia Contarini. L’edificio, inizialmente attribuito ad Andrea Palladio, porta la firma di Vincenzo Scamozzi e i suoi collaboratori. 

## Storia
La ricerca storica riguardante Villa Emo Capodilista non ha prodotto sufficienti informazioni per una certa identificazione della data di costruzione e dell'architetto che l’ha progettata. Tuttavia, nei primi decenni del Novecento, grazie al ritrovamento di una lapide in prossimità della loggia, si constatò che gli interventi costruttivi si conclusero nel 1588, con eventuali ampliamenti e restauri successivi. Fu questa la scoperta che annullò l'attribuzione ad Andrea Palladio, deceduto 8 anni prima, lasciando libero spazio all'ipotesi che, invece, considerava Vincenzo Scamozzi l'autore. Questa risulta infatti la più accreditata, considerando anche che, nello stesso periodo, egli operava nel cantiere della chiesa di San Gaetano a Padova. 
Altri studiosi, però, ritennero che la loggia fosse parte di un ampliamento successivo, avvenuto appunto nel 1588: secondo questi, quindi, la costruzione della villa avvenne precedentemente e fu gestita da Giandomenico Scamozzi (padre di Vincenzo). D'altra parte, se questa data dovesse indicare l'inizio del cantiere, non è da escludere l'ipotesi che questo venne gestito da un continuatore, su progetto di Scamozzi. 

### Committente e proprietà
Altrettanti sono gli interrogativi che ruotano attorno alla committenza: si suppone la famiglia Contarini, perché proprietari della villa all'epoca, senza però riuscire ad individuarne il ramo di appartenenza. Comunque alcuni studi precisano diversi passaggi di proprietà: già nel 1617, infatti, la villa apparteneva alla famiglia Pernumia, per poi passare, nel 1661, ai Malipiero e nel 1668 ai Cortuso, fino al 1740. Segue, nel 1871, la decisiva cessione della villa alla famiglia Emo Capodilista, la quale, nel 1966, per volere del Conte Andrea e della contessa Giuseppina Emo Capodilista, opera una profonda ristrutturazione e riqualificazione della tenuta e degli immobili al suo interno al fine di realizzare la propria residenza.

### Evoluzione del progetto

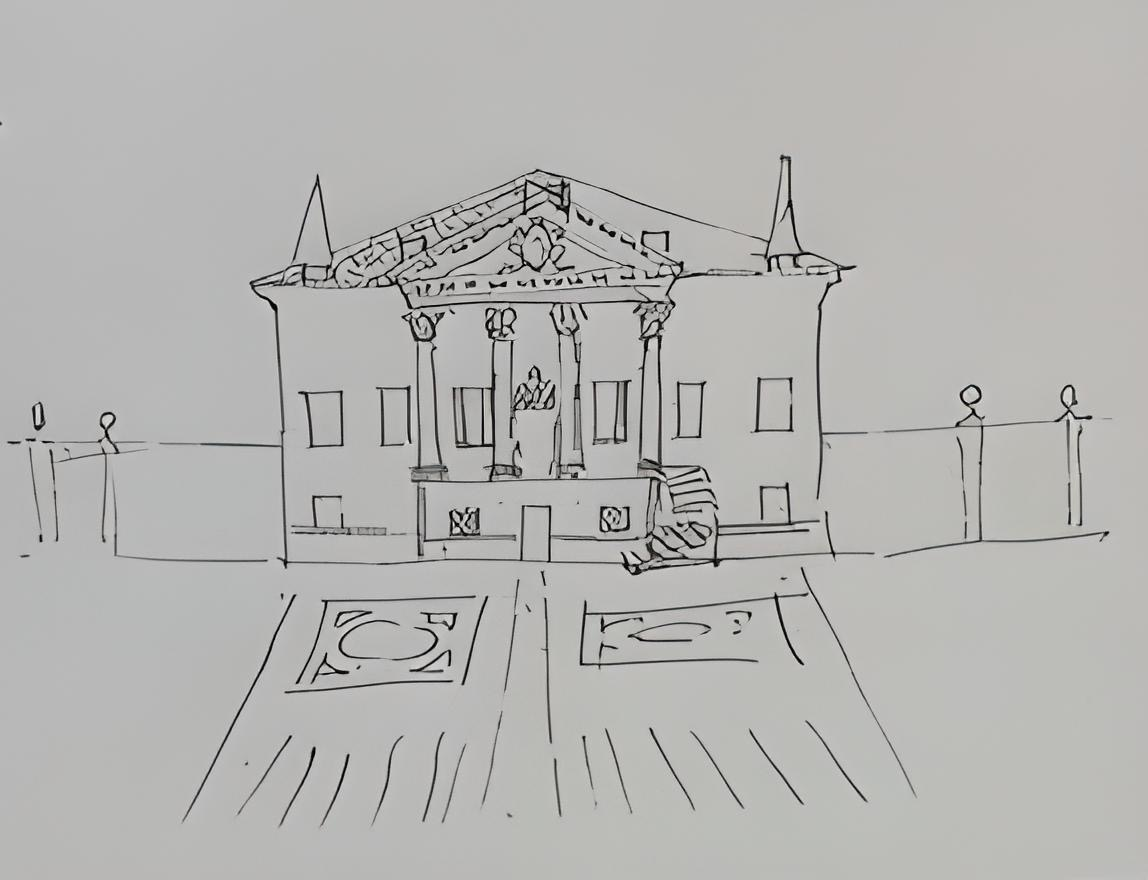
Villa Emo Capodilista, disegno di Stefano Giachele, 1636

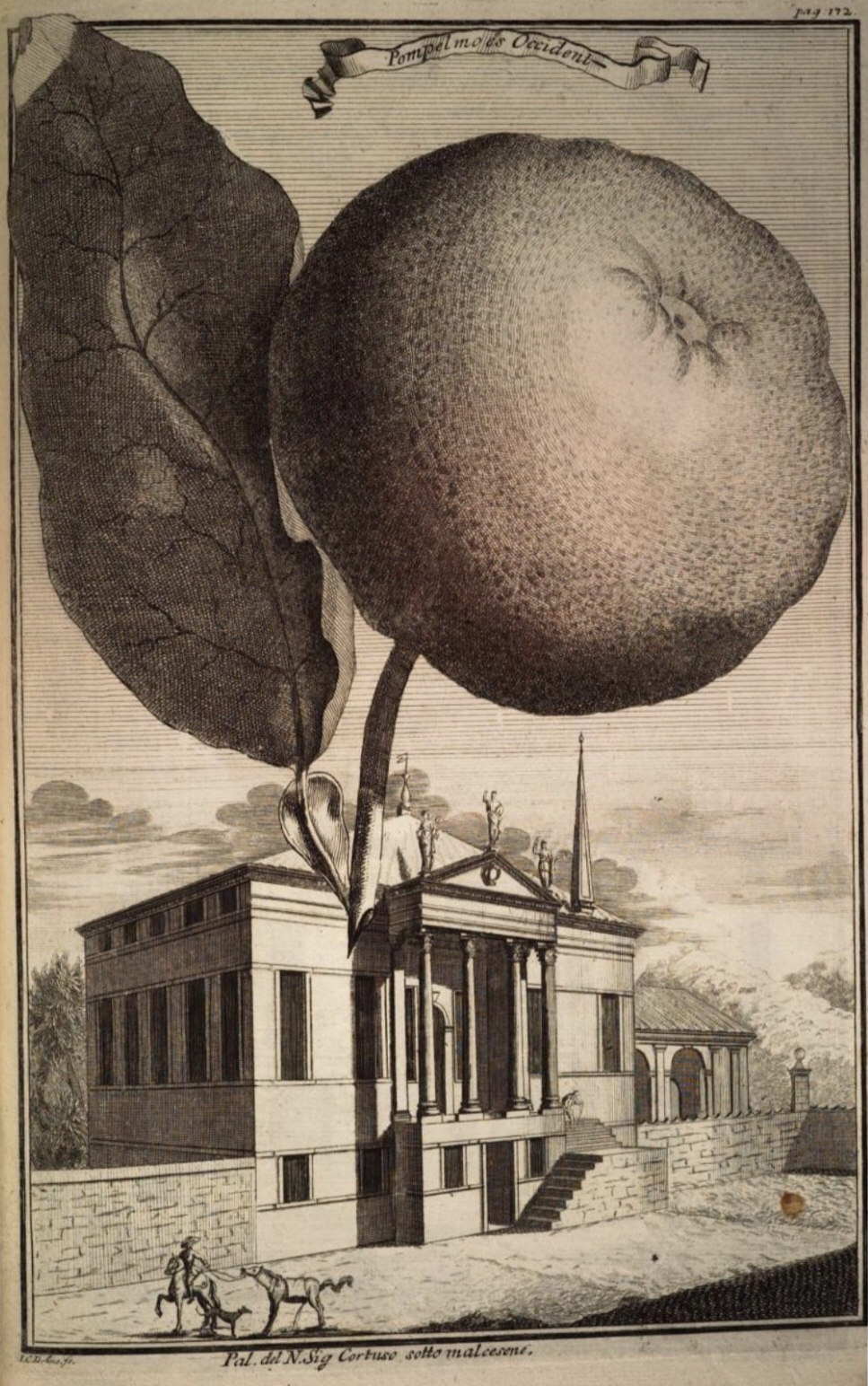
Villa Emo Capodilista (villa "Cortuso" nell’anno in cui venne realizzata l’illustrazione), disegno di Johann Christoph Volkamer, 1714

L'edificio rientra nella tipologia di "villa comune", da Scamozzi definita "di mediocre grandezza". Il fulcro del progetto della villa riguarda la modellazione del quadrato, tipica della poetica scamozziana (si pensi, ad esempio, a Villa Molin a Padova). In questo caso, però, Scamozzi accentua l'alternarsi degli spazi pieni e vuoti lungo le mura perimetrali, in modo da rendere la villa, nel suo insieme, più equilibrata ed armoniosa. 
Di particolare interesse è, nello studio dell'edificio, l'evoluzione che esso subì nei secoli, documentata da schizzi, incisioni e, più recentemente, fotografie. Prezioso è il disegno di Villa Emo del 1636, realizzato da Stefano Giachele: non solo perché risulta essere la più antica testimonianza grafica della villa, ma anche perché la rappresenta solamente con una scalinata sulla destra, insieme ad un giardino all'italiana di fronte al prospetto maggiore. Nel disegno di Giachele, quindi, essa si mostra priva delle rampe di scale balaustrate e della recinzione a merlature curvilinee oggi presenti, perciò è possibile constatare con certezza che questi due elementi furono aggiunti dopo che Johann Christoph Volkamer realizzò, nel 1714, un'ulteriore illustrazione della villa, simile a quella di Giachele.

## Descrizione

### Interno
La villa, di pianta pressoché quadrata, è tripartita secondo lo schema tipicamente veneziano, e si compone internamente di un salone di rappresentanza centrale al primo piano che si sviluppa per tutta la profondità dell’edificio, dal quale si può accedere a quattro ambienti disposti lateralmente rispetto ad esso. Il soffitto del salone centrale è affrescato con un ciclo pittorico attribuito al Veronese. Le scalinate di servizio interne collegano il pianterreno al primo e secondo piano, scanditi da numerosi ambienti domestici. L’edificio riprende il tema scamozziano delle ville impostate su base quadrata: la rocca Pisani di Lonigo (1576), villa Molin alla Mandria (1597), i progetti per le ville di Monfumo (1594) e di Dolo (1608). 

### Esterno
La villa, basata sul tipico schema di villa introdotto in Veneto da Andrea Palladio nel corso del XVI secolo, è suddivisa in due livelli, entrambi finestrati, e un sottotetto che presenta piccole aperture nei prospetti secondari. 
L’accesso principale, che porta al primo piano, avviene attraverso le due scalinate laterali, balaustrate e con una recinzione a merlature curvilinee, parallele e addossate alla facciata principale della villa, che immettono al pronao sporgente retto da quattro colonne lisce con capitello corinzio. Originariamente, l’unica scalinata d’accesso era posta sulla destra e parzialmente sovrapposta allo zoccolo del pronao. In asse con le due più esterne, addossate alla parete retrostante, sono poste due lesene composite. Le quattro colonne sostengono una trabeazione sulla quale si imposta un timpano triangolare con modiglioni. Lo zoccolo, su cui poggia il colonnato, è costituito da una muratura di bugne in materiale lapideo. La soluzione formale del pronao è riferibile a opere palladiane come la villa Trissino di Meledo e la Malcontenta. 
Lo schema della trabeazione, che viene ripreso anche sul resto della facciata principale, si interrompe nelle altre tre facciate in corrispondenza degli spigoli segnati da finti contrafforti. Inoltre, le quattro facciate della villa sono caratterizzate dalla presenza di fasce marcapiani orizzontali, che incorniciano le finestre allungate del piano nobile nel prospetto principale, quelle del sottotetto e, negli altri tre prospetti, quelle del pianterreno.

### Giardini
La villa è circondata da un grande giardino all'italiana dalle tipiche forme veneto-rinascimentali, tuttavia quell'area, negli ultimi anni del 1800, versava in totale stato di abbandono. In seguito fu destinata alla coltivazioni di alberi da frutto e prodotti agricoli fino al 1966, quando la contessa Giuseppina Emo Capodilista e il conte Andrea decisero di avviare i lavori per riqualificare l'area.
In origine, il giardino formale era stato concepito come raccordo tra l'ingresso dell'edificio e l'accesso dalla riva del canale che fronteggia la proprietà, ma, a seguito degli interventi di riqualificazione, venne poi modificato in un parterre ovale con siepi di bosso. Durante le operazioni di bonifica vennero recuperate anche due lunghe peschiere nell'area antistante la villa, a lungo rimaste interrate, colmate di ninfee e bordate di calle e ireos. Inoltre, attorno a queste grandi vasche, furono ricavate strisce di terra adibite alla sola coltivazione di rose, presenti in ogni varietà e colorazione. 
Nella parte retrostante alla villa, invece, si apre un ampio prato rettangolare, anch'esso circondato da file di piante perenni, alberi da frutto e numerose varietà floreali, tra cui troviamo lupini, lillà e lavanda, insieme ad una galleria di carpini. Ad affiancare il perimetro del giardino vi è la presenza di un grande viale di pioppi, che prosegue costeggiando uno stagno circondato da piante di eucalipto, aceri ed hemerocallis, confluendo in un viale di magnolie. Al centro del giardino sono presenti pozzi e fontane, come quella al centro del parterre ovale nella zona d'ingresso della villa, situata all'interno di un bacino termale.